# NGC 4955
NGC 4955 é uma galáxia elíptica (E2) localizada na direcção da constelação de Hydra. Possui uma declinação de -29° 45' 16" e uma ascensão recta de 13 horas, 06 minutos e 04,8 segundos.
A galáxia NGC 4955 foi descoberta em 30 de Março de 1835 por John Herschel.